# Yajnaseni
Yajnaseni (en nepalí: याज्ञसेनी) es una obra de teatro en nepalí escrita por Suman Pokhrel. La obra está basada en el épico sánscrito Mahabharata y en la novela en odia Yajnaseni de Pratibha Ray. Esta obra ha sido representada en Nepal, India y Estados Unidos.
Suman Pokhrel adaptó la historia en una obra en solitario en nepalí, centrándose en el personaje de Yajnaseni. Pokhrel personalizó la obra manteniendo el concepto básico de la historia original de Draupadi.
La historia gira en torno a Draupadi, también conocida como Yajnaseni, uno de los personajes principales del famoso épico sánscrito Mahabharata. La obra es una reinterpretación neo del Mahabharata desde la perspectiva de Yajnaseni.
Teatro Aarohan preparó Yajnaseni para su representación teatral por primera vez. Se representó por primera vez en el Irving Arts Center en Texas, Estados Unidos, el 2 de octubre de 2016, como espectáculo de estreno antes de su gira de dos meses por Estados Unidos. Sunil Pokharel dirigió esta obra y Nisha Sharma interpretó el papel de Yajnaseni en el escenario.
Posteriormente, la obra se representó en Ritwik Sadan en Kalyani, West Bengal en India el 11 de enero de 2017, como parte del 12th Ramdhanu Nattyamela organizado por Kalyani Kalamandalam.
Aarohan representó esta obra en el Rastriya Naach Ghar (Teatro Nacional) en Jamal, Katmandú, el 8 de noviembre de 2019, en colaboración con el SAARC Chamber Women Entrepreneurs Council Nepal